# Kanora
Kanora fou un petit estat tributari protegit al Pandu Mehwas, a l'agència de Rewa Kantha, província de Gujarat, presidència de Bombai, amb una superfície d'uns 10 km² i format per set pobles amb vuit tributaris separats. Era al sud de Sihora i creuat per diversos rierols que acabaven al riu Mahi. Els ingressos el 1881 s'estimaven en 270 lliures de les que 160 eren pagades com a tribut al Gaikwar de Baroda.